# Renoir (2012)
Renoir ist eine französische Filmbiografie von Gilles Bourdos aus dem Jahre 2012. Er lief als Abschlussfilm des Wettbewerbs Un Certain Regard bei den  Filmfestspielen von Cannes 2012.

## Handlung
Zurückgezogen lebt der berühmte impressionistische Maler Pierre-Auguste Renoir während des 1. Weltkriegs auf einem Anwesen in einer lichtdurchfluteten Landschaft in der Nähe von Cagnes-sur-Mer an der Côte d’Azur. Er ist belastet von seiner Arthritis und dem Tod seiner Frau. Ein neues Modell, die junge, unbekümmerte Andrée erweckt in ihm neuen Mut und neue Schaffenskraft.
Eines Tages kehrt Renoirs Sohn Jean, an der Front schwer verwundet und im Genesungsurlaub, auf den Landsitz zurück. Auch er lebt durch Andrées Gegenwart auf und beginnt aus dem Schatten seines berühmten Vaters herauszutreten. Er teilt mit Andrée die Leidenschaft für das Kino und will mit ihr nach dem Krieg in die Filmproduktion einsteigen.
Der Film erzählt in Momentaufnahmen mit opulenten wie melancholischen Bildern die Beziehungen der jungen Andrée zu dem alten Maler am Ende seiner Karriere und zu seinem Sohn, der – noch in der Selbstfindung – erst vor dem Beginn seiner Karriere steht.

## Kritiken
„Kein dramaturgisch durchkalkulierter Plot, sondern Farbe, Licht, Sinnlichkeit und die hervorragende Kameraarbeit von Mark Ping Bing Lee treiben diesen Film an, auf dessen fließendes Wesen man sich einlassen muss, um die ruhige Kraft dahinter zu erkennen.“

„Zwar geht es dem Film um den Impressionismus wie auch um die frühe Filmgeschichte; dabei ist er aber weniger an den Künsten und Spannungen interessiert als an der sinnlich-sommerlichen Atmosphäre von Natur und Frauenkörpern. So ist er zwar schön anzusehen, als Künstler-Film aber eher brav.“

## Auszeichnungen
- César 2014: Preis in der Kategorie Beste Kostüme